# Formación Huincul
La Formación Huincul es una formación geológica que aflora en las provincias de Río Negro y Neuquén de Argentina. Es la segunda formación en el subgrupo de Río Limay , el subgrupo más antiguo dentro del Grupo Neuquén. Anteriormente ese subgrupo fue tratado como una formación, y la Formación Huincul era conocido como el miembro Huincul.
La localidad tipo de la Formación Huincul está cerca de la localidad de Plaza Huincul, en la provincia de Neuquén. Esta formación se superpone concordantemente la Formación Candeleros, y es a su vez cubierta por la Formación Cerro Lisandro.
La Formación Huincul se cree que representan un ambiente árido con corrientes efímeras o estacionales. En algunas áreas, es de hasta 250 metros de espesor. Se compone principalmente de areniscas verdes y amarillas, y puede ser fácilmente diferenciado del suprayacente Formación Cerro Lisandro, que es de color rojo. La Formación Candeleros, subyacente a la Formación Huincul, se compone de sedimentos oscuros, por lo que las tres formaciones fácilmente distinguibles.

## Edad
Era: Mesozoica
Periodo: Cretácico superior
Millones de años: entre 97 y 93,9 millones de años
Piso: Cenomaniense tardío a Turoniense temprano

## Paleontología

### Terópodos
| Género         | Especie             | Clasificación Filogenética | Yacimiento paleontológico | Estatus | Paleoilustración |
| -------------- | ------------------- | -------------------------- | ------------------------- | ------- | ---------------- |
| Aoniraptor     | A. libertatem       | Megaraptora                | Campo de Violante, RN     | Válido  |                  |
| Gualicho       | G. shinyae          | Megaraptora                | Campo de Violante, RN     | Válido  |                  |
| Ilokelesia     | I. aguadagrandensis | Abelisauroidea             | Aguada Grande, NQN        | Válido  |                  |
| Overoraptor    | O. chimentoi        | Paraviano                  | Campo de Violante, RN     | Válido  |                  |
| Mapusaurus     | M. rosae            | Carcharodontosauridae      | Cañadón del Gato, NQN     | Válido  |                  |
| Skorpiovenator | S. bustingorryi     | Abelisauroidea             | Villa El Chocón, NQN      | Válido  |                  |
| Taurovenator   | T. violantei        | Carcharodontosauridae      | Campo de Violante, RN     | Válido  |                  |
| Tralkasaurus   | T. cuyi             | Abelisauroidea             | Campo de Violante, RN     | Válido  |                  |
| Huinculsaurus  | H. montesi          | Elaprhosaurinae            | Cuenca de Neuquén         | Valido  |                  |

### Saurópodos
| Género          | Especie          | Clasificación Filogenética | Yacimiento paleontológico | Estatus | Paleoilustración |
| --------------- | ---------------- | -------------------------- | ------------------------- | ------- | ---------------- |
| Argentinosaurus | A. huinculensis  | Titanosauria               | Plaza Huincul, NQN        | Válido  |                  |
| Cathartesaura   | C. anaerobica    | Rebbachisauridae           | La Buitrera, RN           | Válido  |                  |
| Choconsaurus    | C. baileywillisi | Titanosauria               | Villa El Chocón, NQN      | Válido  |                  |

- Datos: Q5935123
- Multimedia: Huincul Formation / Q5935123